# Trentepohlia (Mongoma) fimbriata
Trentepohlia (Mongoma) fimbriata is een tweevleugelige uit de familie steltmuggen (Limoniidae). De soort komt voor in het Oriëntaals gebied.